# Brian Aguilar
Brian Mauricio Aguilar Caraballo (Avellaneda, 13 aprile 2003) è un calciatore argentino, difensore del Lanús.

## Carriera

### Club
Cresciuto nel settore giovanile del Lanús, debutta in prima squadra il 25 aprile 2022 in occasione dell'incontro della Copa de la Liga Profesional pareggiato per 1-1 contro il Godoy Cruz.

### Nazionale
Nel 2023 è stato convocato dalla nazionale Under-20 argentina per disputare il campionato sudamericano di categoria.

## Statistiche

### Presenze e reti nei club
Statistiche aggiornate al 1° gennaio 2025.
| Stagione        | Squadra         | Campionato      | Campionato | Campionato | Coppe nazionali | Coppe nazionali | Coppe nazionali | Coppe continentali | Coppe continentali | Coppe continentali | Altre coppe | Altre coppe | Altre coppe | Totale | Totale |
| Stagione        | Squadra         | Comp            | Pres       | Reti       | Comp            | Pres            | Reti            | Comp               | Pres               | Reti               | Comp        | Pres        | Reti        | Pres   | Reti   |
| --------------- | --------------- | --------------- | ---------- | ---------- | --------------- | --------------- | --------------- | ------------------ | ------------------ | ------------------ | ----------- | ----------- | ----------- | ------ | ------ |
| 2022            | Lanús           | PD              | 5          | 0          | CA+CdL          | 0+2             | 0               | CS                 | 0                  | 0                  | -           | -           | -           | 7      | 0      |
| 2023            | Lanús           | PD              | 4          | 0          | CA+CdL          | 1+2             | 0               | -                  | -                  | -                  | -           | -           | -           | 7      | 0      |
| 2024            | Tacoma Defiance | MLSNP           | 6          | 0          | -               | -               | -               | -                  | -                  | -                  | -           | -           | -           | 6      | 0      |
| 2025            | Lanús           | PD              | 0          | 0          | CA              | 0               | 0               | CS                 | 0                  | 0                  | -           | -           | -           | 0      | 0      |
| Totale Lanús    | Totale Lanús    | Totale Lanús    | 9          | 0          |                 | 5               | 0               |                    | 0                  | 0                  |             | -           | -           | 14     | 0      |
| Totale carriera | Totale carriera | Totale carriera | 12         | 0          |                 | 2               | 0               |                    | 0                  | 0                  |             | -           | -           | 14     | 0      |